# Juan de Saridakis
Ioannes Saridakis (Alejandría, 1877-Palma de Mallorca, 1963), conocido como Juan de Saridakis o Joan de Saridakis, fue un pintor, coleccionista de arte y mecenas egipcio de origen griego.

## Biografía
Trabajó como ingeniero en las minas de Chile, donde también recibió su primera formación artística como alumno del pintor Pedro Lira. Pintó principalmente paisajes y una serie de grabados de fortalezas y palacios. Contrajo matrimonio con la escultora francesa Laura Mounier (Niza, 1851-1937), que poseía una inmensa fortuna a raíz de su divorcio del empresario salitrero Matías Granja. 
En 1923 fijó su residencia en Palma y encargó a Guillermo Forteza el proyecto del edificio de Marivent (actual Palacio de Marivent), que se construyó entre 1923 y 1925 y donde residió hasta su muerte. Su viuda, Ana Marconi, en 1965 donó el edificio y los terrenos, a la Diputación Provincial.